# Kožuf
Kožuf (en macédonien : Кожуф, en grec Τζένα) est une montagne située dans le Sud de la Macédoine du Nord, en partie sur le territoire grec. Il s'agit de la première barrière naturelle macédonienne soumise aux influences maritimes de la mer Méditerranée et de la mer Égée. Il culmine au pic Zelenbreg à 2 172 mètres d'altitude.
Le massif a été fermé au public par l'armée en 1945 et ses 101 villages ont alors été détruits. Il n'a rouvert qu'en 1992, et il est resté sauvage et préservé. Les villes les plus proches sont Demir Kapija, située sur les rives du Vardar, et Gevgelija, frontalière de la Grèce.
Le Kožuf est connu depuis 2009 pour sa station de ski très moderne, construite dans le but de doter la Macédoine du Nord d'une station possédant le plus vaste domaine skiable du pays, voire du sud-ouest des Balkans.

## La station de ski

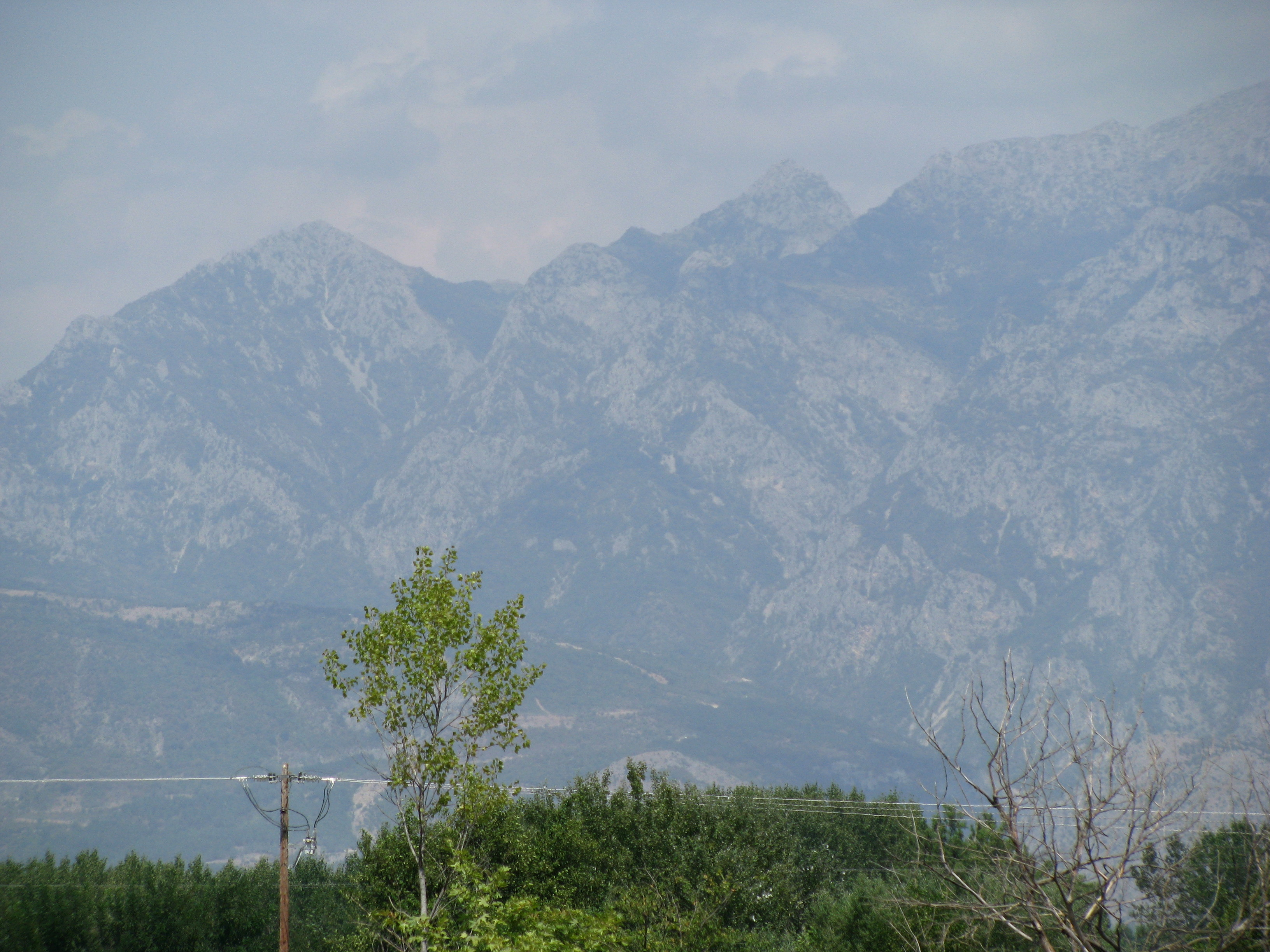
La montagne vue du côté grec

Angel Nakov, le fondateur de la station, a visité le site pour la première fois en 1986, en compagnie de Nicolas Vanier. Toutefois, la montagne est encore un site militaire yougoslave. La construction d'une station de ski est décidée en 2001, et l'inauguration a lieu en 2009.
Le complexe, qui se trouve entre 1 500 mètres et 2 200 mètres d'altitude, fait 2 000 hectares. Il compte une remontée mécanique, deux tire-fesses, des chalets et deux hôtels.